# Servando Cabrera Moreno
Servando Cabrera Moreno (Havana, 28 de maio de 1923 - Havana, 30 de setembro de 1981) foi  um pintor cubano.
Várias de suas obras, incluindo Milicias campesinas (1961) e Homenaje a la soledad (1970), estão no Museu Nacional de Belas Artes de Cuba.